# 門登霍爾斯普林斯 (加利福尼亞州)
門登霍爾斯普林斯（英語：Mendenhall Springs）是位於美國加利福尼亞州阿拉米達縣的一個非建制地區。該地的面積和人口皆未知。

## 地理
門登霍爾斯普林斯的座標為37°35′18″N 121°38′52″W / 37.58833°N 121.64778°W，而該地的平均海拔高度為554米（即1818英尺）。